# Dolle Mol
Dolle Mol — кофейня на улице Эперонье в центре Брюсселе, основанная в 1969 году и являющаяся важным историческим местом бельгийской либертарной среды.
После многократных закрытий, кафе снова открылось в ноябре 2018.

## История
В 1969 году в винном погребе на улице Марше Окс Фромаж в Брюсселе был открыт Dolle Mol, позже переехавший в 1971 году на улицу Эперонье. С самого начала его посещали такие сюрреалисты, как Марсель Мариен.
В 1970-е годы анархистское кафе становится одним из главных мест тусовок левой молодёжи после мая 1968. На втором этаже находится андеграундный книжный магазин и библиотека с альтернативной прессой на всех языках.
Место ценится битниками и «особенно фламандскими интеллектуалами столицы». В его стены побывали Боб Дилан, Том Уэйтс, Лео Ферре, Уильям Клифф, Уолтер де Бак. Андреас Баадер — руководитель немецкой городской партизанской Фракции Красной армии, также известной как «Банда Баадера», расквартировался там во время своего европейского побега. Кроме того, здесь была создана фламандская бельгийская секция Amnesty International.
Согласно газете Le Soir того времени, кафе «привлекает всю культурно-анархическую фауну Брюсселя. Участники 68-го, эко-активисты и представители гранж-волны составляют основную клиентуру».
Кафе было закрыто в октябре 2002 года из-за банкротства.
1 мая 2006 года бельгийский кинорежиссёр и художник-ситуационист Жан Бикуа незаконно вновь открыл это место на шести недель, прежде чем он был депортирован полицией и ненадолго задержан, после чего освобождён.
После многочисленных судебных разборок кафе снова открылось в виде некоммерческой организации 1 июня 2007 года, благодаря вмешательству фламандского министра культуры Берта Ансио. Сначала зал, расположенный над кафе, использовался для выставок, таких как выставка Sine Hebdo в 2009 году, в том же году Жан Бикуа разместил там знаменитый музей нижнего белья.
Кофейня снова закрылась в 2015 году, на этот раз из-за прекращения аренды, в 2018 году объект был передан пяти брюссельцам, которые инвестировали 50 000 евро собственных средств для ремонта помещений и открыли в ноябре того же года.

## В культуре

### Фильмы
- Кафе появляется в фильме Сексуальная жизнь бельгийцев
- Также кофейня появляется в короткометражном фильме Vertiges 2014 года

### Телевидение
- Жан Бикуа и Dolle Mol, RTBF, Sonuma (11 ноября 2007)

### Комиксы
- Jan Bucquoy, Au Dolle Mol: une fiction politique, M. Deligne, 1985.